# Zlatko Kuntarić
Zlatko Kuntarić (Požega, 19. srpnja 1900. – Zagreb, 20. siječnja 1979.) bio je hrvatski pravnik i odvjetnik.

## Životopis
Sin je prevoditelja i publicista Maksimilijana te brat pravnika i publicista Đure.
Osnovnu školu i gimnaziju završio je u Požegi gdje je maturirao 1918. godine. Nakon toga polazi na bogosloviju u Innsbruck kao član rimskoga zavoda Germanicum et Hungaricum. Nakon zavšena dna semestara vratio se u Zagreb gdje je upisao studij prava. Doktorirao je 1926. godine.
U braku sa Evom rođ. Radovanović imap je kći Mariju i sina Antuna. U Zagrebu je otvorio vlastiti odvjetnički ured. Sve do smrti djelovao je kao generalni opunomoćenik za pravne poslove Zagrebačke nadbiskupije. Bio je angažiran u obrani nadbiskupa Alojzija Stepinca na montiranom procesu.
Zbog svoga rada bio je nazivan „advocatus Ecclesiae catholicae in Croatia” (odvjetnik Katoličke Crkve u Hrvatskoj).

### Članci
- Kokolari, Martina. 2013. Kuntarić, Đuro. Hrvatski biografski leksikon. Zagreb.  journal zahtijeva |journal= (pomoć)
- Lončarević, Vladimir. 2017. Odvjetik Katoličke Crkve u Hrvatskoj: Zlatko Kuntarić bio proganjan zbog bl. Stepinca i Glasa Koncila. Glas Koncila. Zagreb.  journal zahtijeva |journal= (pomoć)